# Халле, Моррис
Моррис Ха́лле (англ. Morris Halle, настоящая фамилия Пинковиц, нем. Pinkowitz; 23 июля 1923, Лиепая, Латвия — 2 апреля 2018, Кембридж, Массачусетс, США) — американский лингвист еврейского происхождения, почётный профессор (в отставке) лингвистического отделения Массачусетского технологического университета, один из крупнейших фонологов XX века. Наибольшую известность ему принесла разработка вместе с Р. Якобсоном и Г. Фантом теории различительных признаков. Также М. Халле с Н. Хомским в книге «Звуковая модель английского языка» осуществили перенесение принципов генеративной грамматики на фонологию.
Член Национальной академии наук США (1988).

## Биография
Родился в Лиепае в еврейской семье. Сперва переехал в Ригу в 1929 году, затем эмигрировал в США в 1940 году, после захвата Польши Германией. Вскоре был призван на фронт. По возвращении получил степень магистра по лингвистике в Чикагском университете и защитил в Гарвардском университете диссертацию под руководством Романа Якобсона.
Как профессор Халле запомнился многим ученикам как непреклонный перфекционист, который, при этом, всегда помогал своим студентам во всех аспектах, включая переговоры о зарплате.

## Вклад в науку
В 1952 году Халле вместе с Якобсоном и Фантом предложили универсальную акустическую классификацию различительных признаков, которая являлась единственной попыткой описания звуковых контрастов на основе акустических характеристик. Тем не менее даже после ряда модификаций классификация не достигала той полноты и необходимой детализации, которая имеется в артикуляционной классификации МФА. Однако основные акустические признаки, на основе которых формируются важнейшие звуковые противопоставления, в этой классификации выделены.

### Общая характеристика признаковой базы
Признаковая база включает в себя двенадцать бинарных различительных признаков, набор которых считается достаточно полным для описания смыслоразличительных контрастов, проявляющихся в определённом языковом контексте. Каждый признак представляет собой противопоставление одного и того же акустического свойства. Звуки, у которых степень проявления акустических свойств больше некоторого порога, имеют положительное значение соответствующего признака-классификатора, в ином случае — отрицательное. Граница признака устанавливается не объективными физическими характеристиками оппозиции звуков, а системой звуковых контрастов, которые используются в каждом языке различным образом. Согласно С. В. Кодзасову и О. Ф. Кривновой, предложенный Халле, Якобсоном и Фантом набор акустических признаков следует рассматривать прежде всего как систему потенциальных фонетических координат, которая используется и настраивается в каждом языке специфическим образом. Сами признаки классифицируются следующим образом:
- признаки главных классов звуков (учитываются источники звука, особенности передаточной функции);
- признаки источников звука:
  - резонансные признаки, связанные с характеристиками основного (фарингально-ротового) резонатора;
  - признак назализации, учитывающий наличие дополнительного резонатора.

Логической базой данного подхода можно считать принцип минимального избыточного кода, который и привел ученых к объединению в рамках одного признака гетерогенных звуковых оппозиций.

## Генеративная фонология
В книге «Звуковая модель английского языка» (1968) Халле вместе с Н. Хомским сформулировали основные положения генеративной фонологии. Они предложили новый вариант универсальной системы различительных признаков, ставший фактическим стандартом в генеративной фонологии конца XX века. В новой системе различительные признаки имеют в основном артикуляционную интерпретацию. Обновлённый вариант системы различительных признаков Халле, разработанный в 90-е годы XX века, учитывает принципы теории геометрии признаков. Халле также принадлежит ряд важных работ по морфологии и по исследованию архитектуры взаимодействия грамматики с различными интерфейсными уровнями.